# Dominique Damiani
Dominique Damiani (Bourgoin-Jallieu, 12 juli 1953) is een wielrenster en triatleet uit Frankrijk.
Op de Olympische Zomerspelen van 1984 in Los Angeles nam Damiani deel aan de wegrit bij de vrouwen, waarbij ze als 14e eindigde.
In 1985 won ze de vijfde etappe in de Tour de France Feminine, de laatste etappe in Parijs.
Op de Franse nationale kampioenschappen op de weg werd ze in 1985 en 1988 derde, steeds achter Jeannie Longo en Valérie Simonnet.